# San Giorgio Scarampi
San Giorgio Scarampi, (San Giòrs ëd jë Scramp en piemontès) és un municipi situat al territori de la província d'Asti, a la regió del Piemont (Itàlia).
Limita amb els municipis d'Olmo Gentile, Perletto, Roccaverano i Vesime.